# Eufonium
Eufonium je dechový žesťový nástroj s kónickým vrtáním.
Eufonium odvozuje svůj název od řeckého slova euphonos, což znamená "dobře znějící" nebo "libozvučný" (eu znamená "dobře", nebo "libě" a phonos znamená "zvuk", takže "libozvučný" ). Eufonium je ventilový nástroj; téměř všechny současné modely jsou s pístovými ventily, výjimečně se vyskytují kusy s otočnými ventily. Eufonia můžeme základně dělit na nástroje s kompenzačním systémem a nástroje bez kompenzačního systému.

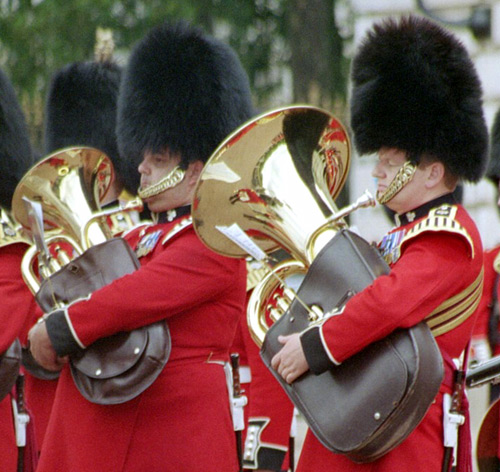
Eufonium (vlevo) a tuba (vpravo), dva nejnižší kónické žesťové nástroje

## Jméno nástroje a časté omyly
Eufonium je součástí rodiny dechových nástrojů dechové kapely západního "britského typu". Mnoho nehudebníků a široké laické veřejnosti ve Spojených státech a Evropě neuznává jméno "eufonium" a pletou nástroj s "barytonem" nebo "baskřídlovkou". Baryton se od eufonia liší v tom, že průměr vrtání (menzury) je podstatně menší než u eufonia. Baryton má především válcovitou menzuru, zatímco eufonium kuželovitou, více se rozšiřující. Oba nástroje mohou být v uších laiků zaměnitelné. Baryton však disponuje jasnějším zářivějším zvukem a kónické eufonium pak přichází se zvukem temným a měkkým.
Některé kaiserbaritony evropské provenience se svoji menzurou mohou blížit eufoniu.

## Konstrukce a základní charakteristika nástroje
Eufonium je laděné do B♭, což znamená, že pokud není do soustavy zapojený žádný ventil, nástroj produkuje alikvótní tóny stupnice B dur - B, f, b, d1, ... Eufonium se netransponuje (stejně jako pozoun), zní tak, jak jsou napsány noty. Standardně se využívá basový klíč, pro vyšší pasáže pak tenorový klíč
Profesionální modely mají čtyři pístové ventily. První, druhý a třetí se ovládá pravou rukou, čtvrtý "kompenzační" ventil, se běžně vyskytuje v polovině nástroje a ovládá se levým ukazováčkem. Začátečnické modely často mají jen tři pístové ventily, zatímco některé poloprofesionální "studentské" modely mohou čtyři ventily ovšem v provedení 3+1 bez kompenzačního systému. Kompenzační systémy jsou drahé a je obecně podstatný rozdíl v ceně mezi kompenzačními nástroji a nástroji bez kompenzačního ústrojí.
Stejně jako u ostatních kónickým nástrojů, jako je kornet, křídlovka, lesní roh a tuba, tak se u eufonia postupně rozšiřuje menzura nástroje. To má za následek měkčí, jemnější tón ve srovnání s cylindrickými nástroji, jako je trubka, pozoun, sudrophone, a baryton. Zatímco skutečně charakteristický eufonium zvuk je poměrně těžké přesně definovat, většina hráčů se shoduje, že ideální zvuk je tmavý, bohatý, teplý a sametový, s prakticky nulovou tvrdostí.

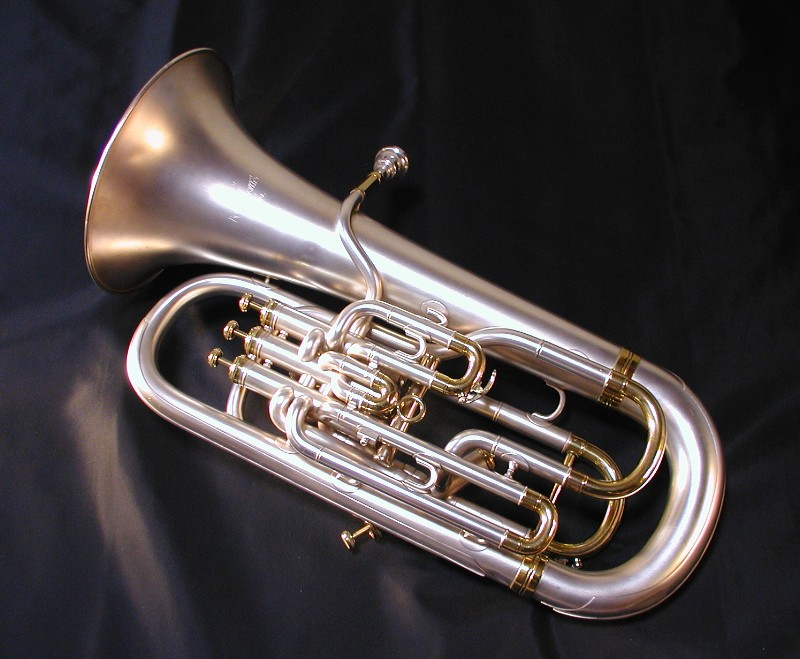
Eufonium BOOSEY & HAWKES 7674 Imperial Besson s kompenzačním systémem

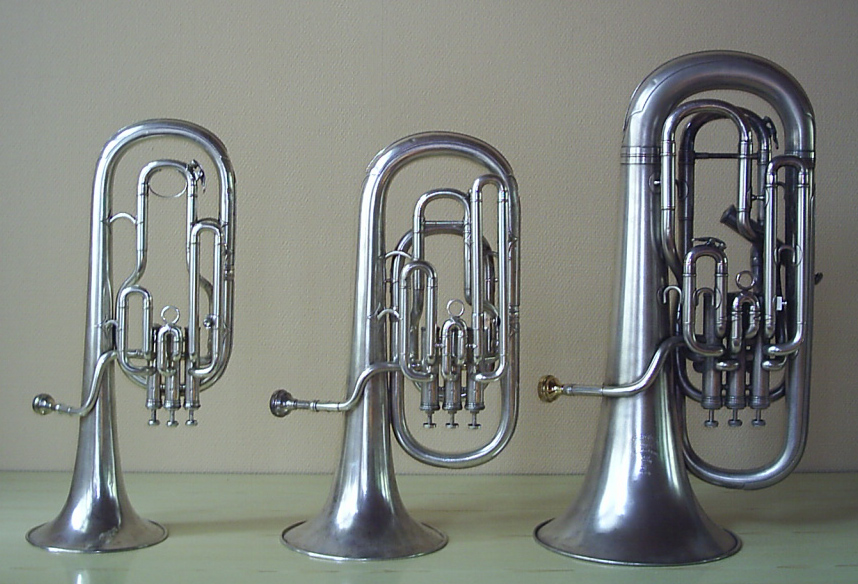
Názorná ukázka rozdílnosti nástrojů. Zleva: E♭ alto, baryton, eufonium